# Rudolf Freitag
Pour les articles homonymes, voir Freitag.
Rudolf Freitag, né le 5 février 1805 à Breslau (aujourd'hui Wrocław), et mort en mai 1890 à Danzig (aujourd'hui Gdańsk), est un sculpteur.

## Biographie
Rudolf Freitag, né le 5 février 1805 à Breslau était un élève de Schaller et Kasaamann. Il a vécu à Rome pendant de nombreuses années en tant que collaborateur de Thorvaldsen. Ses œuvres comprennent les bustes du Prince Albert de Prusse, Frédéric-Guillaume IV et le roi William. Il est mort en mai 1890 à Danzig.